# Martina Nacházelová
Martina „Nachi“ Nacházelová (* 28. listopadu 1990) je česká ilustrátorka a birdwatcherka. Její signatura je Nachi.

## Životopis
Studovala na Gymnáziu Českolipská v Praze. Poté studovala na Přírodovědecké fakultě Univerzity Karlovy v Praze. V září 2013 obhájila bakalářskou práci na téma Mechanismy vztahu melaninového zbarvení a behaviorálních syndromů u ptáků. V červnu 2016 obhájila diplomovou práci na téma Epigamní projevy samců čejky chocholaté: variabilita vizuálních atributů toku a vztahy s dalšími reprodukčními ukazateli.
Její doménou je digitální malba ve Photoshopu. V roce 2014 zvítězila v soutěži Věda je krásná v kategorii ilustrace s ilustrací Čejky a její ilustrace Exotičtí savci obsadila ve stejné kategorii i druhé místo.
Příležitostně svá díla vystavuje: V roce 2020 vystavovala svá díla v Muzeu lesnictví, myslivosti a rybářství na zámku Ohrada.
Její ilustrace se objevily ve významném ornitologickém díle European Breeding Bird Atlas 2: Distribution, Abundance and Change (2020).